# Cannelton
Cannelton è un comune degli Stati Uniti d'America, situato nello stato dell'Indiana, nella contea di Perry.